# Modesto Cortázar
Modesto Cortázar y Leal de Ibarra (Briviesca, Burgos, 15 de junio de 1783-Madrid, 25 de enero de 1862) fue un político español, que llegó a ser presidente del Gobierno. 

## Biografía
Sus padres fueron el jurista Juan Manuel Cortázar Mijangas y Vicenta Antonia Leal de Ibarra, originaria de Álava. Tras estudiar Derecho en la Universidad de Valladolid, trabajó como juez en Zaragoza durante la ocupación francesa. Por ello, se le consideraba un afrancesado que apoyaba una estructura estatal liberal y constitucional. De 1814 a 1820 vivió exiliado en Francia, en Burdeos, y de 1824 a 1834 en Londres. Posteriormente, pudo continuar su carrera jurídica.
Su compromiso con un liberalismo moderado lo llevó a la política. En las elecciones del 24 de julio de 1839 fue elegido diputado del  Congreso de los Diputados, donde representó a la circunscripción electoral de Zamora hasta el 1 de febrero de 1841.
Tras la caída del gabinete de Valentín Ferraz en 1840, la regente María Cristina de Borbón, entonces en Valencia, le encomendó la formación de gobierno, en el que ocupó la presidencia del Consejo y el Ministerio de Gracia y Justicia. En plena Década Moderada (1843-1854), época de levantamientos militares, asonadas y de un liberalismo restrictivo, fue ministro de Estado (1847) en el gabinete de Florencio García Goyena. 
En reconocimiento a sus méritos políticos, el 20 de octubre de 1851 fue nombrado senador vitalicio.
Fue propietario de una importante colección privada que junto a la del Conde de Quinto, la de John Meade, la de Ramón Gil de la Cuadra o la del conde de Rayneval incluía entre otras obras pinturas del Greco, Goya, Orrente y Guido Reni entre otros artistas.

## Obra
- Discurso que en el día 2 de Enero de 1836 pronunció el Señor Don Modesto Cortázar, Regente del Consejo Real de Navarra en la apertura solemne del mismo. Imprenta de Javier Goyeneche, Pamplona 1836.

- Discurso pronunciado en el Congreso de los Diputados el día 7 de Octubre de 1839, con motivo de la discusión sobre el Proyecto de ley relativo a los Fueros de las Provincias Vascongadas y Navarra. Diario de sesiones de Cortes. Congreso de los Diputados, Madrid 1839.

- Discurso que el 2 de enero de 1840 leyó en la apertura de la Audiencia territorial de Valladolid su regente D. Modesto Cortázar. Imprenta Julián Pastor, Valladolid 1840.

| Predecesor: Valentín Ferraz             | Presidente del Consejo de Ministros de España (interino) 1840 | Sucesor: Vicente Sancho       |
| Predecesor: Francisco Agustín Silvela   | Ministro de Gracia y Justicia 1840                            | Sucesor: Álvaro Gómez Becerra |
| Predecesor: Antonio Caballero Caballero | Ministro de Estado 1847                                       | Sucesor: Ramón María Narváez  |